# Municipio di Middelburg
Il Municipio, o in neerlandese Stadhuis, è il palazzo comunale della cittadina zelandese di Middelburg, nei Paesi Bassi.
Sorge sul Markt, la centrale piazza del Mercato, ed è un notevole esempio dell'Architettura gotica civile secondo lo stile gotico brabantino; ritenuto il più pel municipio d'Olanda.

## Storia e descrizione

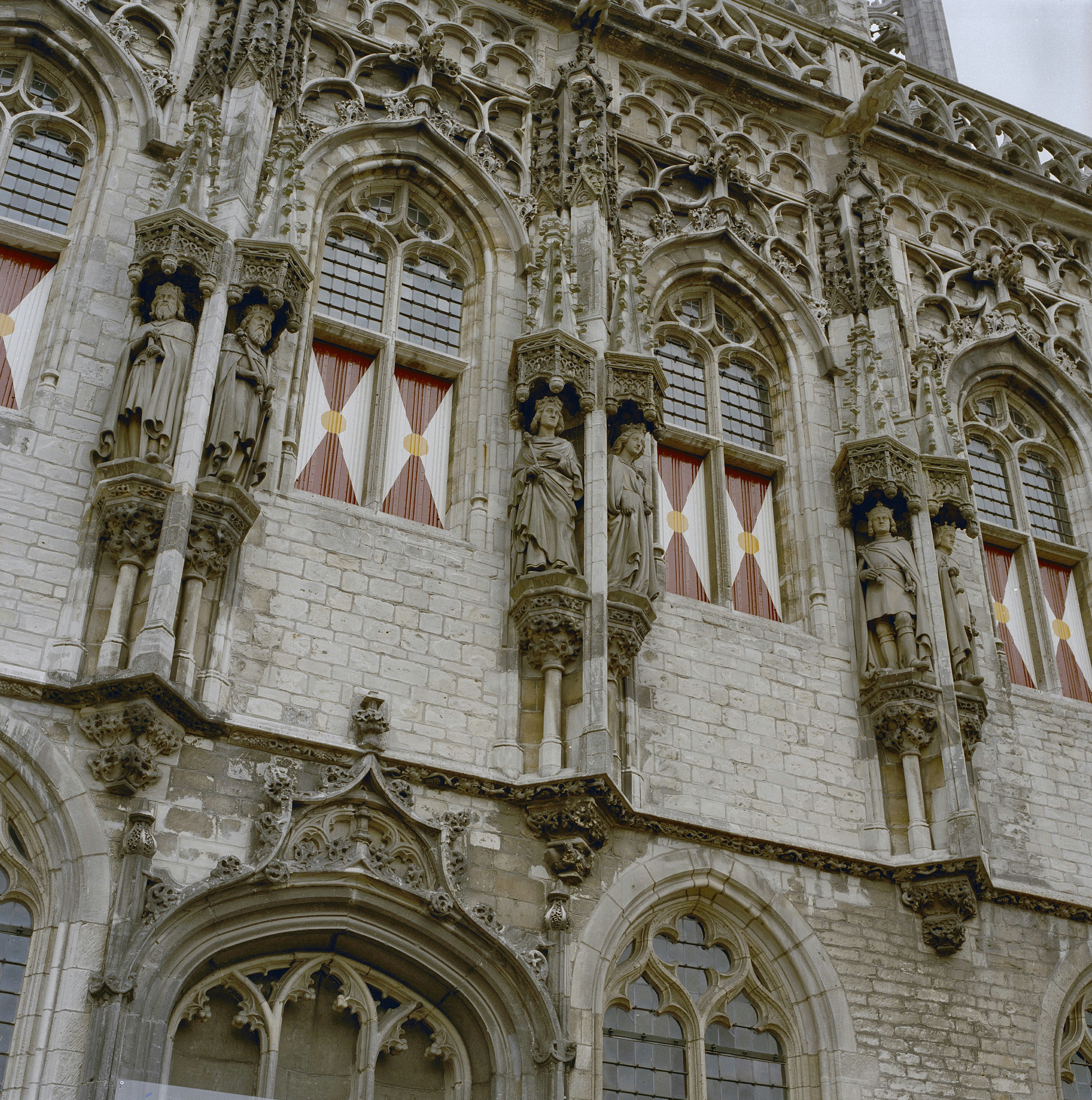
Particolare della facciata.

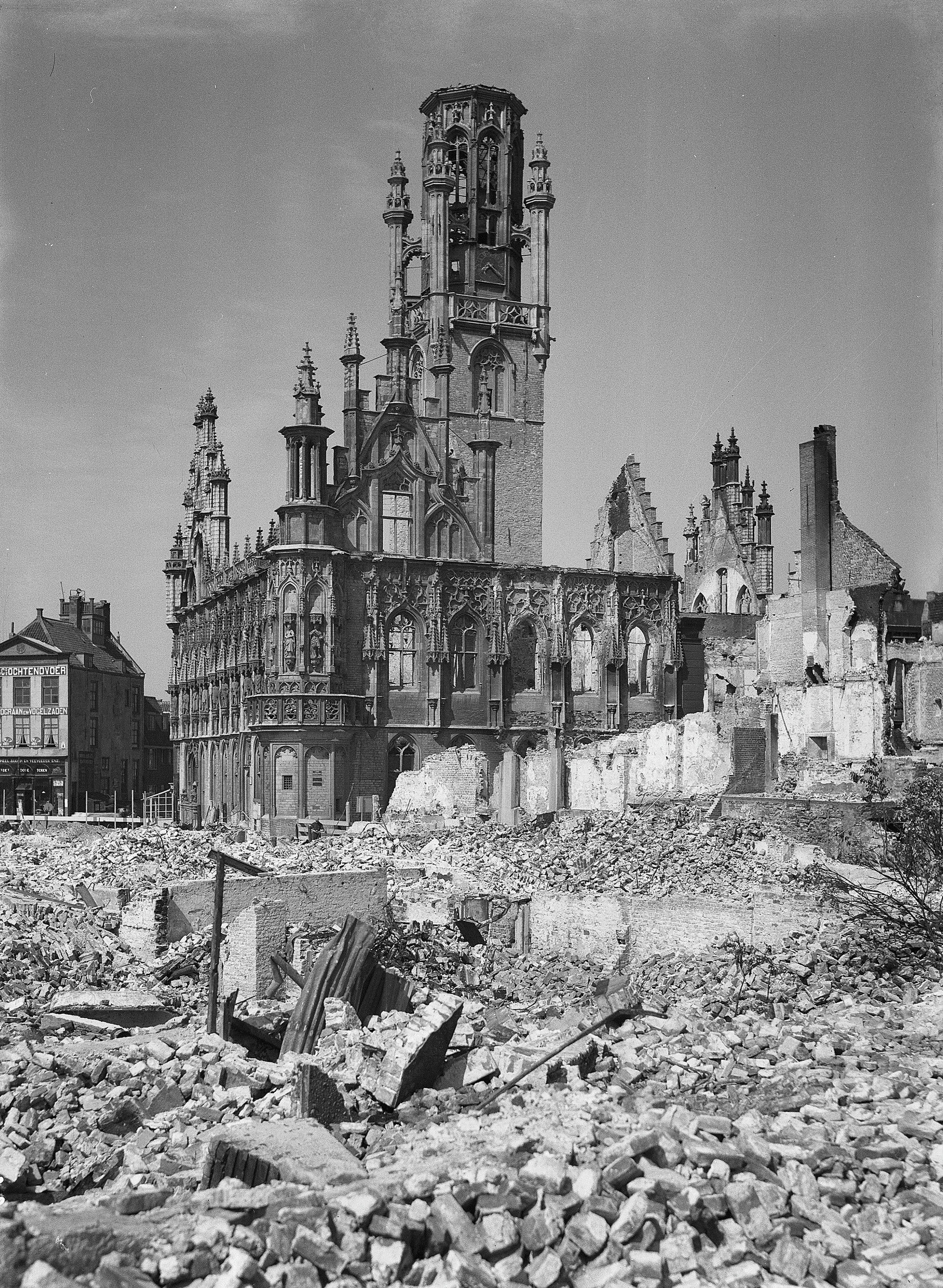
Il Municipio nel giugno del 1940.

La costruzione iniziò nel 1452 guidata da diverse generazioni della celebre famiglia fiamminga di architetti Keldermans. Jan III lo cominciò, Antoon I lo ampliò a partire dal 1492 e Rombout lo terminò nel 1520. La ricca facciata gotica, con frontone a pinnacoli sulla parte sinistra e snella torricina sull'angolo destro, è aperta da due ordini di belle finestre gotiche dalle caratteristiche persiane bianco-rosse ed è ornata dalle venticinque statue dei Conti d'Olanda.  Dal retro domina il beffroi di 55 metri, soprannominato simpaticamente dagli abitanti Malle Betje dal fatto che suona sempre in ritardo rispetto al Lange Jan. 
La facciata e la torre, vennero disegnati da Antoon I fra il 1507 e il 1512. Anticamente nel Municipio vi era anche il Mercato delle Carni, i cui spazi oggi sono gestiti dalla SBKM De Vleeshal, fondazione che vi organizza mostre e progetti di arte contemporanea dal 1991.
Nel 1940, durante la Seconda guerra mondiale, il municipio bruciò gravemente. Tutto andò perduto, solo l'esterno sopravvisse al disastro. Restaurato fedelmente, anche con l'aggiunta del carillon alla torre, dal 2004 ospita la Roosevelt Academy.